# Staten Island Ferry Whitehall Terminal
A Whitehall Terminal kompkikötő a New York-i Lower Manhattan-ben, a South Street és a Whitehall Street sarkán. A Whitehall terminál a komp egyik terminálja, a másik a Staten Islanden található St. George terminál.
A Whitehall terminál eredetileg 1903-ban nyílt meg a Staten Island felé új közlekedési csomópontként. 1953 és 1956 között felújították 3 millió dolláros áron, de az 1980-as évekre így is leromlott az állapota. 1991-ben egy tűzvészben leégett. 2005 februárjában teljesen átépítették mint fő integrált közlekedési csomópontot.

## Képgaléria

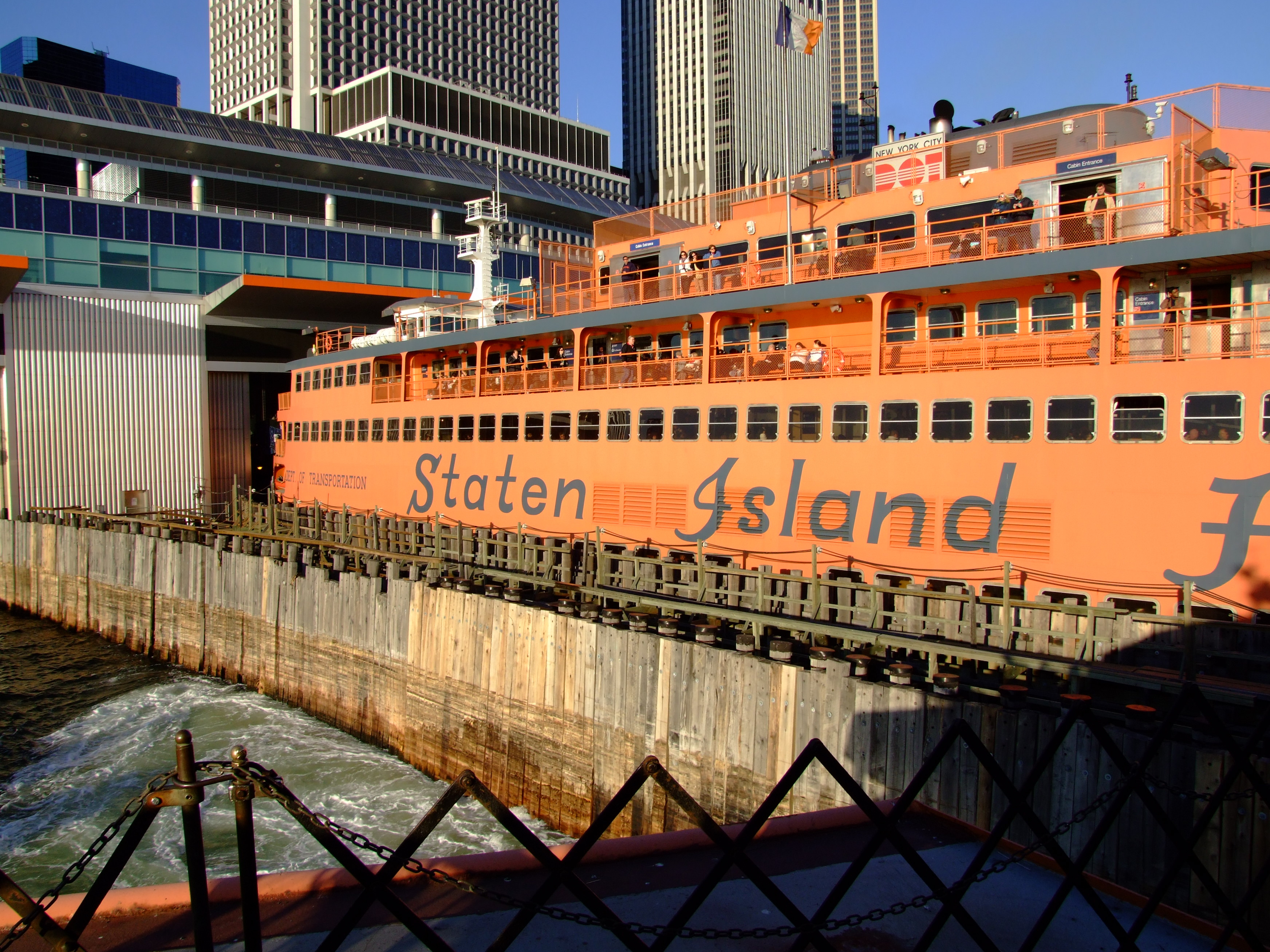
Komp kikötés közben, 2008
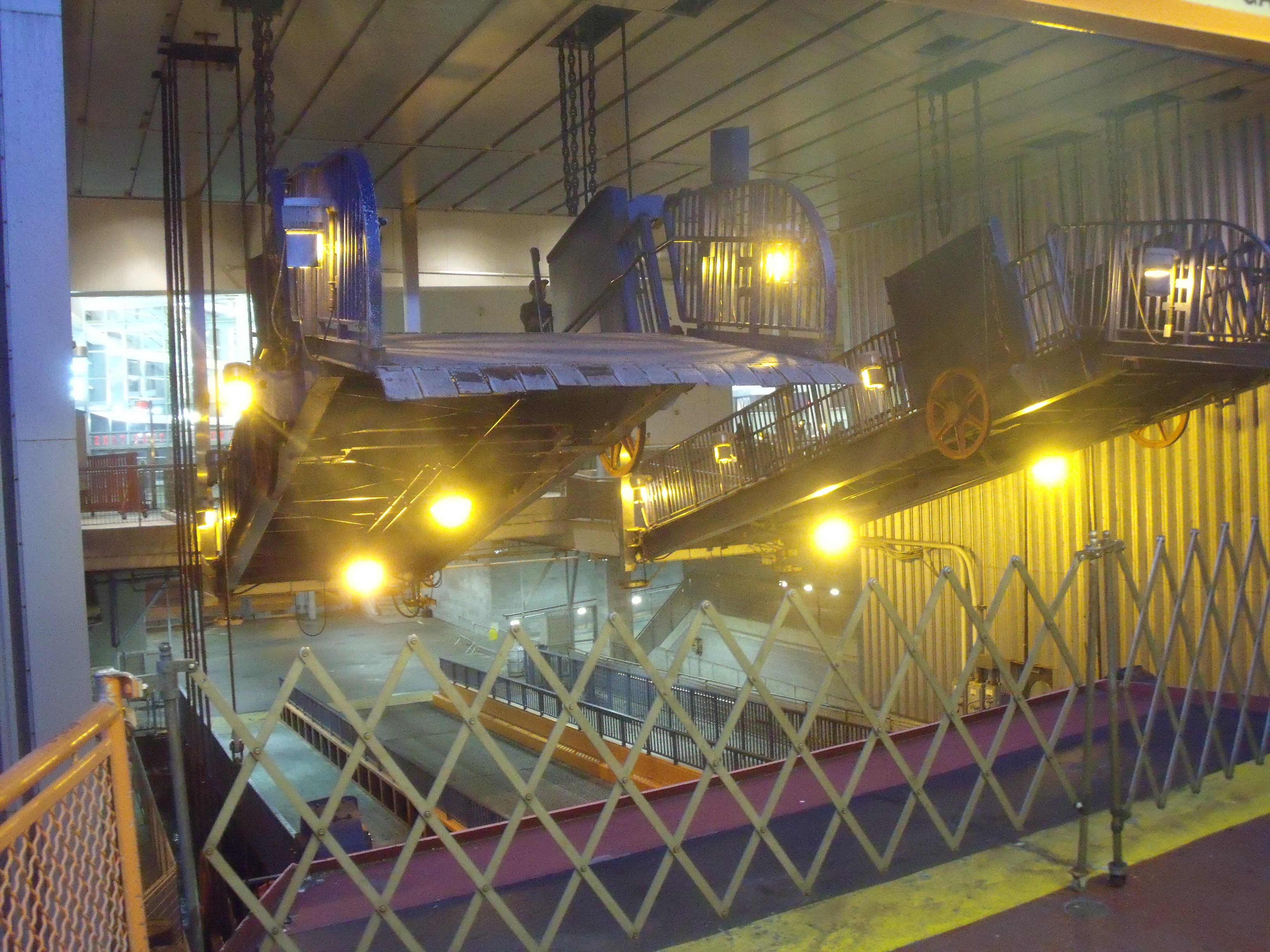
Kompról, 2009
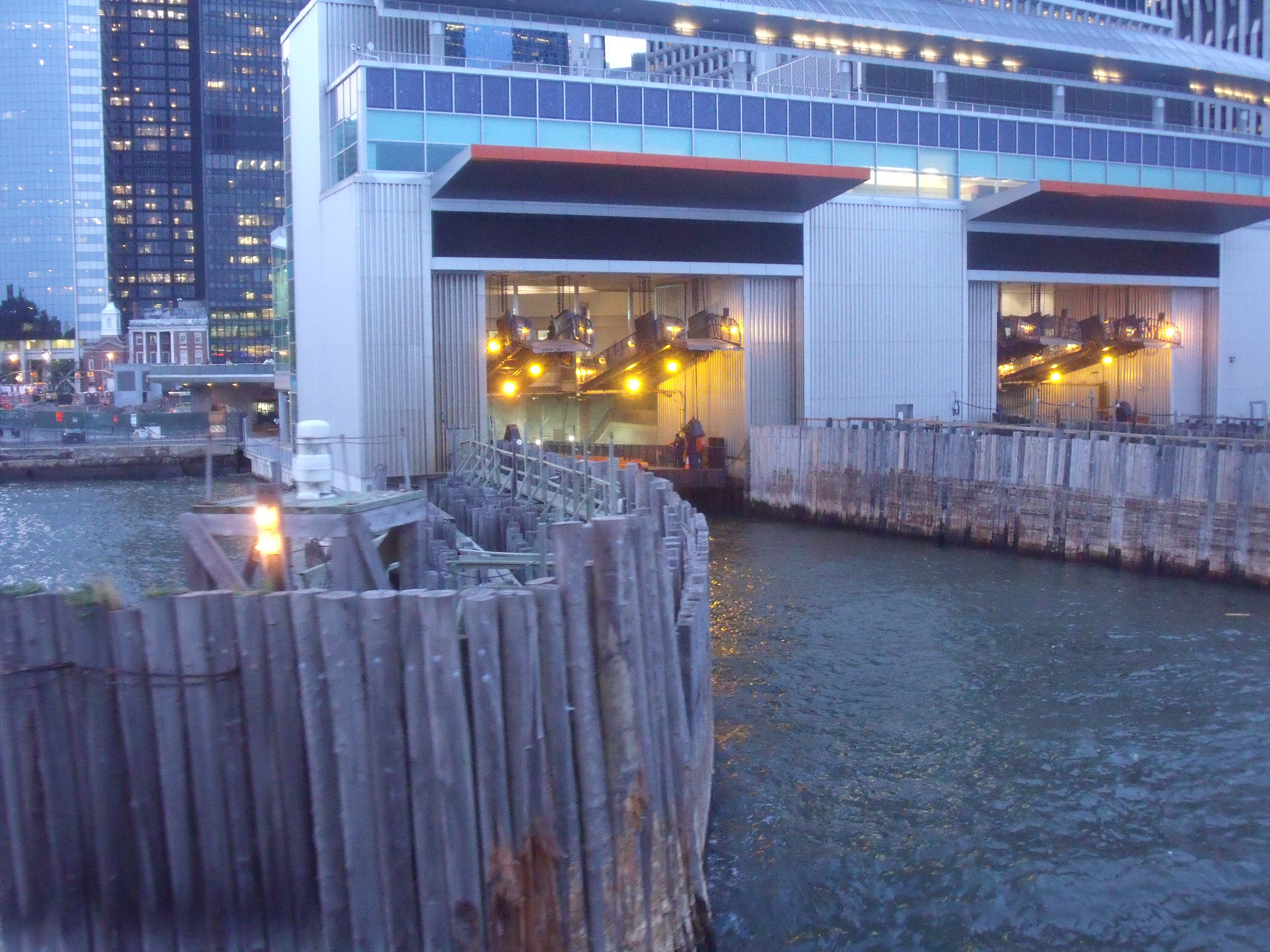
Kompról
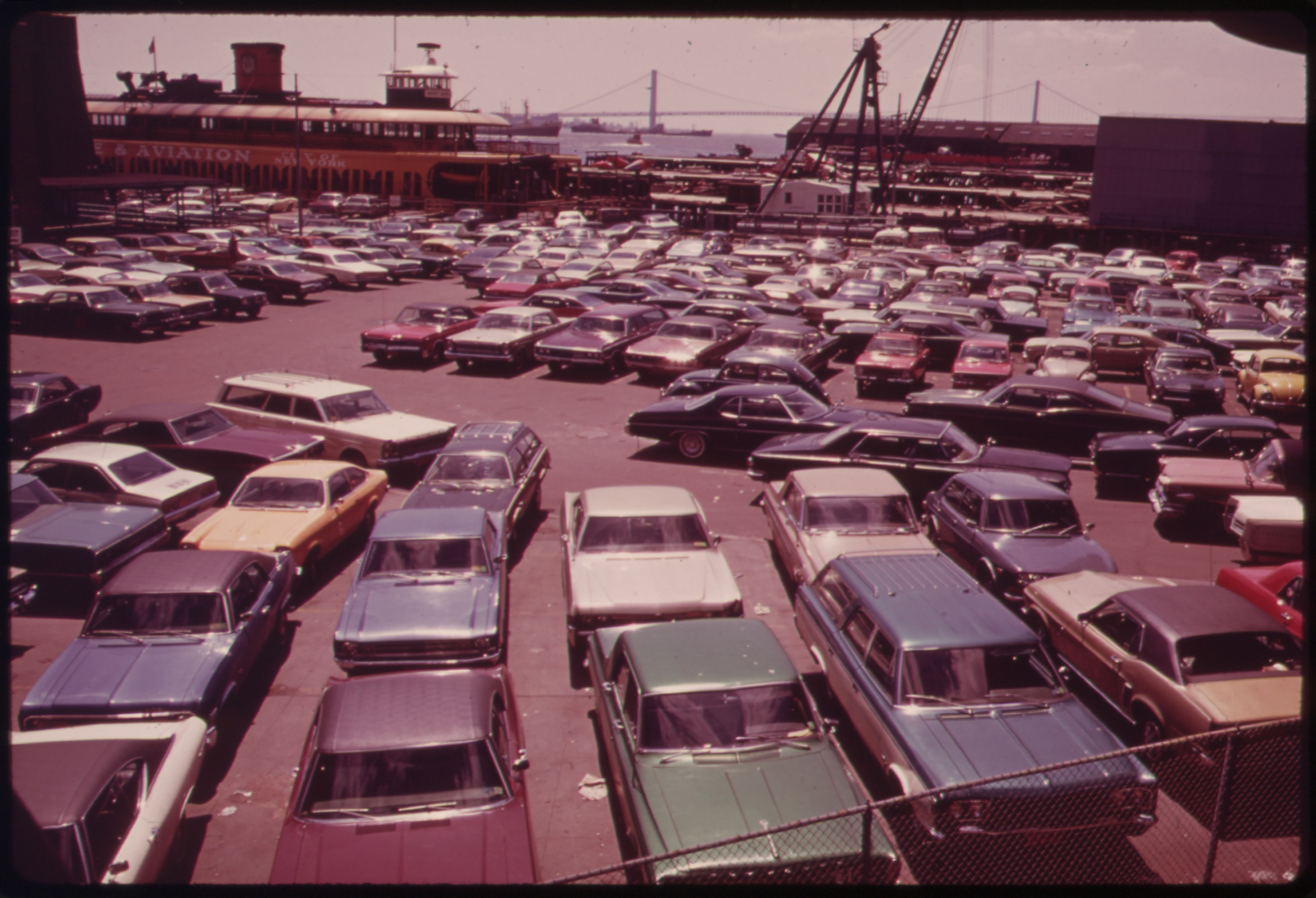
Kompkikötő, 1973.  Fotó Arthur Tress.